# Prostata
Prostata (grč. prostátēs) ili predstojna žlijezda, je muška spolna žlijezda koja se nalazi između mokraćnog mjehura i ravnog crijeva (lat. rectum), a okružuje mokraćnu cijev koja provodi mokraću iz mjehura kroz penis.

## Građa
Oblikom podsijeća na kesten. Sastoji se od glatkih mišićnih stanica i žlijezdanog epitelnog tkiva, okruženog gustom fibroznom kapsulom. Žlijezdano tkivo proizvodi mliječnu tekućinu, sjemenu plazmu. 
U njoj se nalaze mnoge aktivne tvari koje čija je svrha da štite spermije, održavajući ih pokretnima i omogućuje im preživljavanje. 
Pri rođenju, prostata je velika otprilike kao zrno graha. Raste lagano do puberteta, kada se naglo poveća, postižući svoju normalnu veličinu i oblik.
Normalna prostata odraslog muškarca teži oko 20 grama, a promjera je tri i pol centimetra. Tu veličinu zadržava do sredine četrdesetih godina života, kada se ponovno počne povećavati zbog umnožavanja stanica, koje se naziva adenom, benigna hiperplazija ili doborćudno povećanje prostate. 

## Dijagnostičke metode kod bolesti i poremećaja prostate
- Iscrpan razgovor s liječnikom (urologom).
- Digitalni rektalni pregled
- Određivanje antigena specifičnog za prostatu
- Urodinamika
- Tansabdominalni ultrazvuk
- Infuzijska urografija
- Cistoskopija

## Bolesti i poremećaji prostate

### Benigna hiperplazija prostate
Benigna hiperplazija prostate, odnosno dobroćudno povećanje prostate ne nosi povećan rizik od raka prostate. Razlog je što se razvijaju na različitim mjestima u prostati, dobroćudno povećanje u unutrašnjosti, a rak na vanjskom dijelu žlijezde.

### Prostatitis
- Akutni prostatitis

Akutni bakterijski prostatitis najčešće se pojavljuje u muškaraca između 20. i 40. godine. Izražene smetnje su: opća slabost, povišena tjelesna temperatura, bolovi ili osjećaj nelagode između čmara i mošnje ili u završnom dijelu debelog crijeva. Osim navedenih tegoba pojavljuje se učestalo, bolno i otežano mokrenje, a katkada može doći i do nemogućnosti mokrenja. U slučaju postavljanja sumnje na akutni prostatitis potrebno je izvršiti pregled prostate u završnom dijelu debelog crijeva. Prostata je na opip izrazito bolna, topla i katkada je "močvarne" konzistencije. U nekim slučajevima može doći i do nakupljanja gnoja unutar tkiva prostate, što upućuje na apsces (nakupina gnoja), koji bi trebalo kirurški otvoriti i isprazniti gnojni sadržaj.
- Kronični bakterijski prostatitis

Zbog prisutnog žarišta bakterija u tkivu prostate kronični bakterijski prostatitis udružen je s često ponavljajućim akutnim cistitisima, odnosno upalom sluznice mokraćnog mjehura. Kod ove bolesti, bolesnici su većinom bez tegoba između akutnih faza pogoršanja stanja.
- Nebakterijski prostatitis

Kronični nebakterijski prostatitis naziva se i sindromom kronične bolnosti zdjelice, zbog bolnosti kao prevladavajuće tegobe. Bolnost se većinom pojavljuje u predjelu između čmara i mošnje, ispod pupka, u vanjskom spolovilu, u preponi ili u križima. Uz navedene tegobe, pojačan je i nagon na mokrenje, koje je pak učestalo, a prisutno je i napinjanje na početku mokrenja. Mlaz mokraće je primjetno oslabljen i povremeno isprekidan. U pojedinih bolesnika pojavljuje se i bolnost tijekom ili nakon ejakulacije (izbacivanja sjemena), a mogu se javiti i drugi problemi vezani uz seksualnu funkciju.Sindrom prostatitisa postaje kroničan, ako tegobe traju dulje od tri mjeseca. U nekim slučajevima, tegobe se vremenom pojavljuju i iščezavaju same od sebe. Sindrom kroničnog prostatisa, odnosno sindrom kronične bolnosti zdjelice nije "teška bolest", ali je dugotrajna (s razdobljima pogoršanja i poboljšanja), neugodna, i svakako utječe na kvalitetu života.

### Hiperemija
Hiperemija se može razviti učestalim spolnim odnosima (npr. dva spolna odnosa dnevno tijekom više godina), jer nije osiguran potreban odmor krvnim žilama i mišićima što sudjeluju u snošaju, zbog čega ne mogu uspostaviti prijašnji tonus. Premorene krvne žile i mišići ne mogu izbaciti svu krv i sav sekret, pa dio zaostaje u prostati i čitavom spolnom sustavu. Na mjestima gdje su krv i izlučine zaostale, s vremenom se razvija aseptična upala koja stalno podražuje osjetne živčane završetke, da bi na kraju razorila i sama osjetna tjelešca, zbog čega se potpuno prekinu spolni refleksi, a živčana središta počnu bolesno reagirati. Te promjene vode nakon nekog vremena ubrzanoj, pa i prijevremenoj ejakulaciji, a zatim i izostanku erekcije.

### Rak prostate
Rak prostate je najčešća zloćudna bolest kod muškaraca.
Karcinom prostate je jedna od najčešćih malignih bolesti muškaraca, a uglavnom se javlja kod bolesnika koji su stariji od 60 godina. Kao i kod ostalih karcinoma jasan uzrok bolesti nije poznat i vjerojatno se radi o posljedicama utjecaja okoline, ali i genetskih čimbenika. Postoje određeni faktori rizika koji povećavaju vjerojatnost nastanka karcinoma prostate, kao što je prisustvo bolesti u obitelji (otac i/ili brat), ali jasnih pravila nema. U Hrvatskoj godišnje više od 1500 bolesnika oboli od karcinoma prostate.
Bolest u ranoj fazi uglavnom ne daje simptome, a kada se oni i pojave mogu biti slični simptomima drugih bolesti prostate (otežano mokrenje, učestalo mokrenje, krv u mokraći i sl.). Kada je bolest uznapredovala mogu se javiti simptomi uzrokovani metastazama, kao što su bolovi u kostima.
Dijagnostika i obrada karcinoma prostate
1. Digitorektalni pregled prostate
2. Prostata specifični antigen (PSA)
3. Biopsija prostate
4. Kompjuterizirana tomografija zdjelice (CT)
5. Magnetska rezonanca (MR) prostate
6. Scintigrafija kostiju
7. Pozitronska emisijska tomografija (PET), odnosno kombinacija pozitronske emisijske tomografije i kompjuterizirane tomografije (PET-CT)
8. Ciljane RTG snimke kostiju

## Liječenje bolesti i poremećaja prostate
- Lijekovi
  - Alfa-blokatori
  - Antiandrogeni
- Operativni zahvati

## Vanjske poveznice
- http://www.urologija.hr  Arhivirana inačica izvorne stranice od 2. rujna 2019. (Wayback Machine)
- Plivazdravlje; Prostata

- https://prostata.hr/lijecenje-bolesti-prostate/